# Арокур (Ардени)
Арокур (фр. Haraucourt) насеље је и општина у североисточној Француској у региону Шампања-Ардени, у департману Ардени која припада префектури Седан.
По подацима из 2011. године у општини је живело 750 становника, а густина насељености је износила 65,05 становника/km². Општина се простире на површини од 11,53 km². Налази се на средњој надморској висини од 178 метара.

## Демографија
| 1962. | 1968. | 1975. | 1982. | 1990. | 1999. | 2011. |
| ----- | ----- | ----- | ----- | ----- | ----- | ----- |
| 815   | 901   | 889   | 859   | 841   | 785   | 750   |

График промене броја становника у току последњих година